# 龙王镇 (苍溪县)
龙王镇，是中华人民共和国四川省广元市苍溪县下辖的一个乡镇级行政单位。2020年5月，撤销雍河乡、新观乡，将原雍河乡和原新观乡所属行政区域划归龙王镇管辖。

## 行政区划
龙王镇下辖以下地区：
龙王社区、两河社区、市场村、田家村、九龙村、三房村、健康村、箭口村、凉溪村、伍家村、钟山村、洛阳村、陡嘴村、清水村、大房村、两河村、建兴村、友谊村、歇台村、永胜村和五台村。